# Родченкова, Марина Михайловна
Мари́на Миха́йловна Ро́дченкова (род. 30 июля 1961, Москва) — советская и российская бегунья на неолимпийских дистанциях лёгкой атлетики, трёхкратная чемпионка мира по лёгкой атлетике в командном первенстве: двукратная в беге по шоссе (1986, 1988) и по кроссу (1988), чемпионка СССР по кроссу (1988), заслуженный мастер спорта. В Москве регулярно проводится пробег на её призы.

## Биография
Выпускница факультета журналистики МГУ.
Ранее — капитан милиции, эксперт-криминалист ЭКЦ УВД ЗАО Москвы.
Работала в экспериментальной школе высшего спортивного мастерства по лёгкой атлетике «Москвич».

### Уголовное дело
В 2013 году была признана виновной и осуждена по статье статье 234 части 3 УК РФ «незаконный оборот сильнодействующих или ядовитых веществ в целях сбыта». Суд первой инстанции приговорил её к полутора годам лишения свободы, но после кассационной жалобы срок заменили условным наказанием. Как гласят материалы уголовного дела, Марина Родченкова приобрела анаболические стероиды, активно используемые в профессиональном спорте: тестостерон-пропинат (общим весом 15 грамм), оксандролон (32,4 грамм) и метандиенон (10 грамм), которые, как пояснила сама Родченкова, она намеревалась в дальнейшем сбыть. Именно на этой попытке были задержаны её муж и предполагаемый покупатель товара — завербованный агент, бывший спортсмен А. И. Коновалов. При обыске у подследственной нашлись приготовленные для продажи вещества.

## Семья
- Брат — Григорий Родченков, директор ФГУП «Антидопинговый центр» (2006—2015), член медицинского комитета Международной федерации лыжных видов спорта (FIS), информатор ВАДА.
- Муж — Михаил Романов — старшина милиции, милиционер-кинолог ЦКС УВД САО Москвы, мастер спорта России по лёгкой атлетике, чемпион России 2001 года по марафонскому бегу, бронзовый призёр чемпионата МВД России по лёгкой атлетике 2000 года, победитель чемпионата МВД России 2004 года в общекомандном зачёте — 2 золотые, 2 серебряные медали[8][9].

## Результаты

### Соревнования
| Год  | Соревнование     | Город       | Дистанция | Дата       | Результат | Место                 | Видео |
| ---- | ---------------- | ----------- | --------- | ---------- | --------- | --------------------- | ----- |
| 1985 | Универсиада      | Кобе        | 3000 м    | 3 сентября | 9.03,24   | 4                     |       |
| 1985 | Универсиада      | Кобе        | 10 000 м  | 31 августа | 32.58,45  | I                     |       |
| 1986 | Игры доброй воли | Москва      | 5000 м    | 8 июля     | 15.31,99  | 8                     |       |
| 1986 | Чемпионат мира   | Лиссабон    | 15 км     | 9 ноября   | 49.26     | 9 (личный зачёт)      |       |
| 1986 | Чемпионат мира   | Лиссабон    | 15 км     | 9 ноября   | 20        | I (командный зачёт)   |       |
| 1987 | Чемпионат мира   | Монте-Карло | 15 км     | 21 ноября  | 52.37     | 23 (личный зачёт)     |       |
| 1987 | Чемпионат мира   | Монте-Карло | 15 км     | 21 ноября  | 32        | II (командный зачёт)  |       |
| 1988 | Чемпионат мира   | Аделаида    | 15 км     | 20 марта   | 52.37     | 23 (личный зачёт)     |       |
| 1991 | Чемпионат мира   | Ньивегейн   | 15 км     | 13 октября | 49.37     | 10 (личный зачёт)     |       |
| 1991 | Чемпионат мира   | Ньивегейн   | 15 км     | 13 октября | 21        | III (командный зачёт) |       |

| Год    | Соревнование            | Город       | Дистанция    | Дата           | Результат | Место |
| СССР   | СССР                    | СССР        | СССР         | СССР           | СССР      | СССР  |
| ------ | ----------------------- | ----------- | ------------ | -------------- | --------- | ----- |
| 1982   | Чемпионат               | Ессентуки   | кросс 3000 м | 2 марта        | 9.56,0    | 10    |
| 1984   | Чемпионат (в помещении) | Москва      | бег 3000 м   | 19 февраля     | 8.57,29   | 6     |
| 1984   | Чемпионат               | Донецк      | бег 3000 м   | 8 сентября     | 8.48,85   | 6     |
| 1985   | Чемпионат               | Ленинград   | бег 3000 м   | 4 августа      | 8.49,03   | 6     |
| 1985   | Чемпионат               | Ленинград   | бег 5000 м   | 1 августа      | 15.19,26  | III   |
| 1986   | Чемпионат               | Киев        | бег 3000 м   | 16 июля        | 8.49,12   | 4     |
| 1986   | Чемпионат               | Киев        | бег 5000 м   | 14 июля        | 15.28,40  | II    |
| 1986   | Чемпионат               | Ессентуки   | кросс 5000 м | 2 марта        | 16.52,0   | 10    |
| 1987   | Чемпионат               | Брянск      | бег 3000 м   | 17 июля        | 9.01,16   | 5     |
| 1987   | Чемпионат               | Брянск      | бег 10 000 м | 19 июля        | 32.56,87  | 10    |
| 1987   | Кубок                   | Москва      | бег 3000 м   | 15 августа     | 8.50,2    | 2     |
| 1988   | Чемпионат               | Киев        | бег 3000 м   | 30 июля        | 8.45,69   | 6     |
| 1988   | Чемпионат               | Баку        | кросс 5000 м | 28 февраля     | 20.33,0   | I     |
| 1988   | Кубок                   | Владивосток | бег 3000 м   | 13—14 сентября | 9.06,3    | 2     |
| 1988   | Кубок                   | Владивосток | бег 5000 м   | 13—14 сентября | 15.43,36  | 1     |
| 1991   | Спартакиада             | Киев        | бег 10 000 м | 12 июля        | 33.09,54  | II    |
| Япония |                         |             |              |                |           |       |
| 1996   | Чемпионат               | Осака       | бег 5000 м   | 7 июня         | 15.39,10  | 6     |